# 洛北出版
洛北出版（らくほくしゅっぱん）は、日本の出版社である。2004年創業。

## 歴史
2004年、現代思想書などを手掛ける、京都市伏見区の松籟社より、同社の編集者である竹中尚史がアルフォンソ・リンギスの訳書を出版するため分社した。1963年生まれの竹中は「ニューアカ」ブームを経験しているものの、当初現代思想にはあまり興味を持たず、高校時代はサルトルやカミュ、ドストエフスキー、マルクーゼ、オルテガなどを読んでいたという。高校卒業後は3年ほど「アルコールと睡眠薬でラリ」る日々を送っていたものの、「なにもすることがなかったので」大学に進学することとなる。大学ではフッサールやヘーゲルを読み、ハイデガーの授業を集中的に受講していた。卒業論文ではハーバーマスの討議理論をテーマとした。竹中は出版社に入社して1年ほど経つ1990年ごろより現代思想に興味を持ちはじめ、松籟社からフェリックス・ガタリ『闘争機械』、ジャン＝クレ・マルタン『ドゥルーズ/変奏♪』、ピエール・クラストル『大いなる語り』といった人文書を立て続けに出版した。
初刊行の書籍は中村裕子訳・田崎英明解説の『汝の敵を愛せ』で、これは日本では初めてのリンギスの邦訳であった。リンギスの著作は「文学か思想か分類が難しい」ゆえに日本での出版が難しく、竹中は「会社に迷惑をかけたくない」がゆえに帰宅後に独力で編集をすすめ、4年がかりで自社からの刊行をおこなった。個人出版社であり、本社所在地は竹中の自宅アパートであった。同社は、ジュディス・バトラー『アセンブリ――行為遂行性・複数性・政治』（青土社）など、自社のみならず他社から刊行される書籍の装丁も手掛けている。